# Indigofera gloriosa
Indigofera gloriosa är en ärtväxtart som beskrevs av Arthur John Cronquist. Indigofera gloriosa ingår i släktet indigosläktet, och familjen ärtväxter. Inga underarter finns listade i Catalogue of Life.